# Piros gyantamoly
A piros gyantamoly (Rhyacionia pinicolana) a valódi lepkék (Glossata) alrendjébe tartozó sodrómolyfélék (Tortricidae) családjának Magyarországon is honos faja.

## Elterjedése, élőhelye
Európai faj, amely Magyarországon is megtalálható mindenütt a fenyőfák közelében.

## Megjelenése
Bíborvörös szárnyát ezüstösen csillogó fehér minták díszítik. A szárny fesztávolsága 17–24 mm.

## Életmódja
Életmódjáról alig tudunk valamit. Egy évben egy nemzedéke kel ki úgy, hogy a hernyók telelnek át a fenyőrügyekben, majd a kirágott rügyekben bábozódnak.

## Külső hivatkozások
- Mészáros Zoltán – Szabóky Csaba: A magyarországi molylepkék gyakorlati albuma. Budapest: Agroinform. 2005.  arch Hozzáférés: 2018. április 6. (PDF)